# 5cm Pak 38反坦克炮
5cm Pak 38(L/60) 是納粹德國50毫米口徑的反坦克炮。它于1938年由萊茵金屬公司研發，並且繼任了原有的3.7cm PaK 36反坦克炮，並且之後被75毫米PaK 40反坦克炮所替代。

## 歷史
儘管3.7厘米Pak 35/36在西班牙內戰期間被認為是較為成功的設計，但納粹德國當局很快認識到其無法有效的對付重型裝甲。於是，萊茵金屬公司于1935年開始研發新式的反坦克炮，一開始，納粹德國當局並不滿意，萊茵金屬對其進行了改進之后，並于1939年開始生產。它並沒有投入任何在西線的戰鬥，但是卻參加了巴巴羅薩行動。

## 服役
Pak 38最開始由納粹德國的德意志國防軍陸軍于1941年4月使用。當納粹德國在1941年的巴巴羅薩計劃面對蘇聯的鐵甲洪流的時候，PaK 38是少有幾種德軍能夠貫穿T-34坦克的45mm裝甲的早期型火炮之一。這種火炮還配備了擁有堅硬的鎢心的“AP40”(Panzergranate 40) 鎢芯穿甲弹，它甚至有機會擊穿KV-1重型坦克。儘管它之後被更加強力的武器所取代，但它仍然被使用一直到戰爭的結束。
Pak 38的運載車也被用於7.5厘米Pak 97/93和7.5厘米Pak 50(f)火炮的運輸。

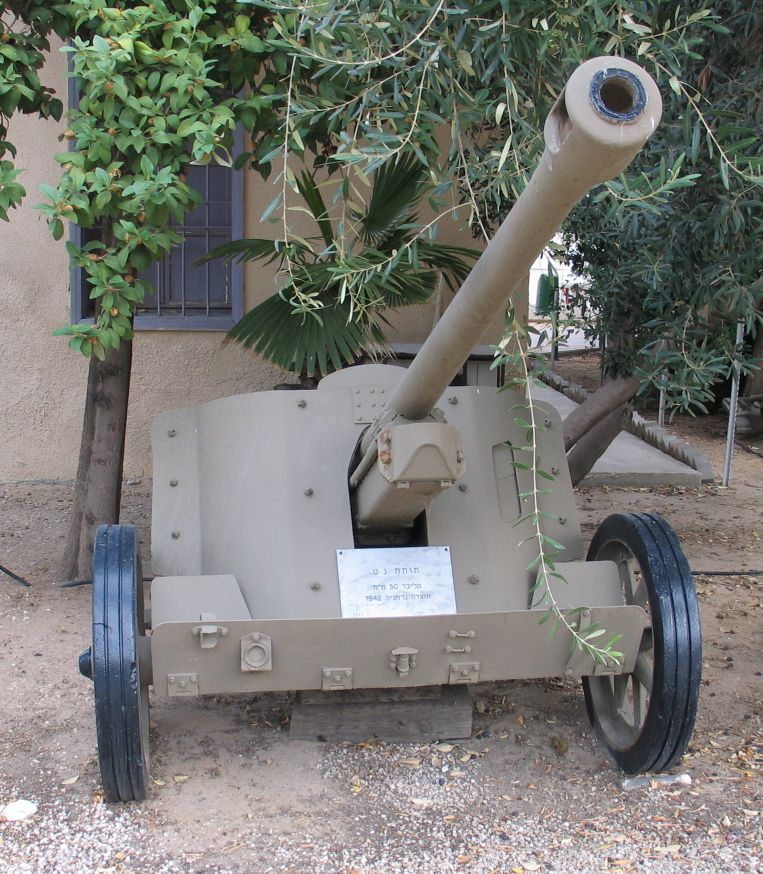
PaK 38

## 性能
這種火炮可以發射三種炮彈，其數據如下
| 炮彈種類   | 總重量    | 全長     | 初速度        | 最大射程 | 有效射程 |
| ---------- | --------- | -------- | ------------- | -------- | -------- |
| 曳光穿甲弹 | 9磅3盎司  | 21.4英寸 | 2,700英尺/秒  | 1540码   | 880码    |
| 榴彈       | 7磅3盎司  | 23.7英寸 | 1,800 英尺/秒 | 2640码   | 2000码   |
| AP40       | 6磅11盎司 | 19.5英寸 | 3940英尺/秒   | 770码    | 500码    |

## 拓展閱讀
- Intelligence report on PaK 38 at Lonesentry.com（页面存档备份，存于）
- Armor penetration table at Panzerworld（页面存档备份，存于）